# Brock Nelson
Brock Christian Nelson, född 15 oktober 1991, är en amerikansk professionell ishockeyforward som spelar för Colorado Avalanche i National Hockey League (NHL). Nelson draftades som 30:e totalt i första rundan vid NHL Entry Draft 2010 av New York Islanders. Nelson spelade collegehockey med University of North Dakota innan han fick debutera med Bridgeport Sound Tigers i American Hockey League (AHL) som är Islanders farmarlag.
Han är släkt med de före detta ishockeyspelarna Bill Christian (morfar), Dave Christian (morbror), Gordon Christian och Roger Christian, som alla har deltagit vid de olympiska vinterspelen för det amerikanska herrishockeylandslaget. Gordon vann silvermedalj vid Cortina d'Ampezzo 1956; Bill och Roger vann guldmedalj tillsammans vid Squaw Valley 1960 och Dave var en av spelarna i Miracle on Ice och vann guldmedalj vid Lake Placid 1980.

## Statistik

### Klubbkarriär
| 2007–08    | Warroad High School        | MNHS       | 24  | 12  | 7   | 19  | 2   | 3  | 1  | 1  | 2  | 0  |
| 2008–09    | Warroad High School        | MNHS       | 25  | 35  | 23  | 58  | 14  | 3  | 6  | 5  | 11 | 0  |
| 2009–10    | Warroad High School        | MNHS       | 25  | 39  | 34  | 73  | 38  | 3  | 8  | 4  | 12 | 6  |
| 2009–10    | Team Great Plains          | MHSEL      | 24  | 16  | 16  | 32  | 12  | —  | —  | —  | —  | —  |
| 2010–11    | University of North Dakota | WCHA       | 42  | 8   | 13  | 21  | 27  | —  | —  | —  | —  | —  |
| 2011–12    | University of North Dakota | WCHA       | 42  | 28  | 19  | 47  | 4   | —  | —  | —  | —  | —  |
| 2011–12    | Bridgeport Sound Tigers    | AHL        | 4   | 0   | 0   | 0   | 0   | 2  | 0  | 0  | 0  | 0  |
| 2012–13    | Bridgeport Sound Tigers    | AHL        | 66  | 25  | 27  | 52  | 34  | —  | —  | —  | —  | —  |
| 2012–13    | New York Islanders         | NHL        | —   | —   | —   | —   | —   | 1  | 0  | 0  | 0  | 0  |
| 2013–14    | New York Islanders         | NHL        | 72  | 14  | 12  | 26  | 12  | —  | —  | —  | —  | —  |
| 2013–14    | Bridgeport Sound Tigers    | AHL        | 1   | 0   | 1   | 1   | 2   | —  | —  | —  | —  | —  |
| 2014–15    | New York Islanders         | NHL        | 82  | 20  | 22  | 42  | 24  | 6  | 2  | 0  | 2  | 2  |
| 2015–16    | New York Islanders         | NHL        | 81  | 26  | 14  | 40  | 30  | 11 | 1  | 4  | 5  | 6  |
| 2016–17    | New York Islanders         | NHL        | 81  | 20  | 25  | 45  | 36  | —  | —  | —  | —  | —  |
| 2017–18    | New York Islanders         | NHL        | 82  | 19  | 16  | 35  | 43  | —  | —  | —  | —  | —  |
| 2018–19    | New York Islanders         | NHL        | 82  | 25  | 28  | 53  | 28  | 8  | 4  | 0  | 4  | 2  |
| 2019–20    | New York Islanders         | NHL        | 68  | 26  | 28  | 54  | 32  | 22 | 9  | 9  | 18 | 12 |
| 2020–21    | New York Islanders         | NHL        | 56  | 18  | 15  | 33  | 14  | 19 | 7  | 5  | 12 | 4  |
| 2021–22    | New York Islanders         | NHL        | 72  | 37  | 22  | 59  | 33  | —  | —  | —  | —  | —  |
| 2022–23    | New York Islanders         | NHL        | 82  | 36  | 39  | 75  | 24  | 6  | 2  | 3  | 5  | 4  |
| 2023–24    | New York Islanders         | NHL        | 82  | 34  | 35  | 69  | 28  | 5  | 2  | 2  | 4  | 10 |
| 2024–25    | New York Islanders         | NHL        | 61  | 20  | 23  | 43  | 14  | —  | —  | —  | —  | —  |
| 2024–25    | Colorado Avalanche         | NHL        | 19  | 6   | 7   | 13  | 4   | 7  | 0  | 4  | 4  | 2  |
| NHL totalt | NHL totalt                 | NHL totalt | 920 | 301 | 286 | 587 | 322 | 85 | 27 | 27 | 54 | 42 |

### Internationellt
| År            | Lag           | Turnering     | Resultat      |    | Matcher | Mål | Assists | Poäng | Utv |
| ------------- | ------------- | ------------- | ------------- | -- | ------- | --- | ------- | ----- | --- |
| 2011          | USA           | JVM           | 3             | 5  | 0       | 1   | 1       | 0     |     |
| 2014          | USA           | VM            | 6:a           | 8  | 5       | 2   | 7       | 20    |     |
| 2015          | USA           | VM            | 3             | 10 | 6       | 4   | 10      | 8     |     |
| 2016          | USA           | VM            | 4:a           | 6  | 1       | 3   | 4       | 2     |     |
| 2017          | USA           | VM            | 5:a           | 8  | 4       | 3   | 7       | 2     |     |
| 2024          | USA           | VM            | 5:a           | 8  | 3       | 4   | 7       | 4     |     |
| Junior totalt | Junior totalt | Junior totalt | Junior totalt | 5  | 0       | 1   | 1       | 0     |     |
| Senior totalt | Senior totalt | Senior totalt | Senior totalt | 40 | 19      | 16  | 35      | 36    |     |